# Air Fortress
Air Fortress es un videojuego de plataformas desarrollado por HAL Laboratory y publicado en Japón en 1987 y luego en Norteamérica en 1989 para la Nintendo Entertainment System. Según una publicación de IGN.com solo un total de 385 copias del juego fueron mandados por barco a los Estados Unidos en 1987, y se cree que sólo 20 se enviaron de antemano como prueba para el sistema. 